# Dioctria meyeri
Dioctria meyeri är en tvåvingeart som beskrevs av Maksymilian Nowicki 1867. Dioctria meyeri ingår i släktet Dioctria och familjen rovflugor. Inga underarter finns listade i Catalogue of Life.